# 佐藤可士和
佐藤可士和（1965年2月11日—）出生於東京都練馬區，是日本的平面設計師、創意指導（creative director）、藝術指導（art director）。同時他也是明治學院大學的客座教授。畢業於多摩美術大學平面設計系。

## 經歷
父親是建築師佐藤明（1935年4月10日－），祖父則是俄羅斯語學者的前東京外國語大學榮譽教授佐藤勇（1903年2月15日－1989年11月6日）。妻子是擔任經理職務的佐藤悅子。
佐藤曾兩度報考藝術大學但都落榜，直到1985年（20歲）時才進入多摩美術大學就讀。1989年畢業後進入廣告公司博報堂工作。2000年離開公司自行成立工作室「SAMURAI」（株式会社サムライ，為武士之意），並就任該公司的代表取締役。主要經手的工作包括偶像團體「SMAP」的整體視覺設計、NTT DoCoMo「FOMA N702iD / N703iD」行動電話設計、UNIQLO（中國譯為優衣庫）紐約全球旗艦店的創意指導、迅銷公司（ファーストリテイリング）的企業識別設計、富士幼稚園的更新計畫、國立新美術館的標誌設計等。
2007年4月成為明治學院大學的客座教授。同時佐藤也是東京ADC（藝術指導俱樂部）、東京TDC（字形指導俱樂部）、JAGDA（日本平面設計師協會）的會員。

## 主要作品

### 廣告

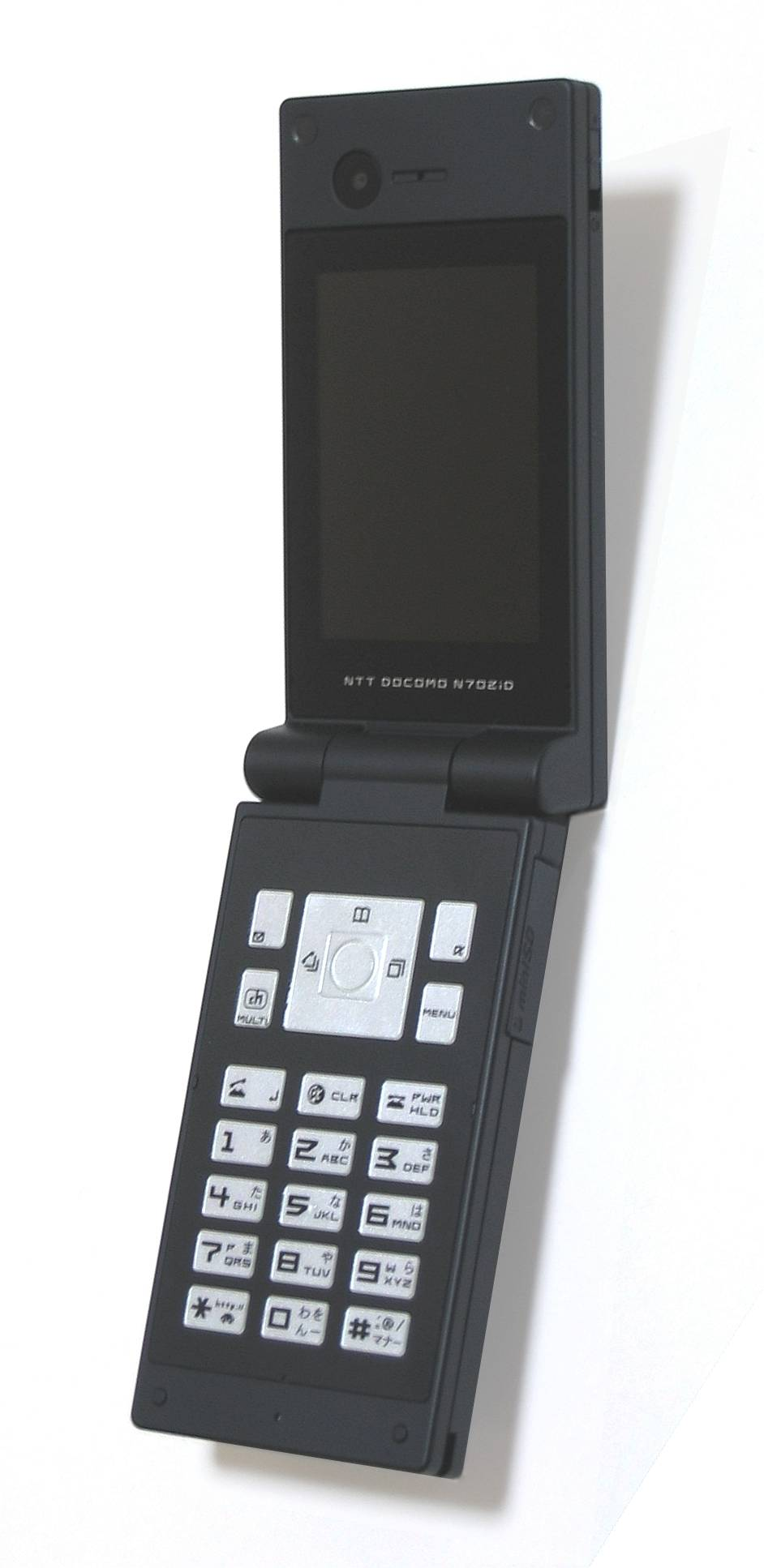
NTT DOCOMO FOMA N702iD

- HONDA「Integra」（インテグラ）、「Step Wagon」（ステップワゴン）
- 麒麟麥酒「極生」、「生黑」商品設計
- 麒麟飲料「CHIBI LEMON」（チビレモン）、「體質水」
- 大塚製藥「卡洛里美得」（Calorie Mate）
- PARCO百貨
- WORLD「OZOC」
- NTT DoCoMo FOMA「N702iD」、「N703iD」（NEC）、「SA800i」（三洋電機）、「F801i」（富士通）機體外觀設計。
- SUIT SELECT（スーツセレクト）
- Lissage，化妝品品牌的更新，擔任包裝設計。

### CD封面
- SMAP
  - S map ～SMAP 014（2000年10月14日）
  - Smap Vest（2001年3月23日）
  - pamS（2001年8月8日）
  - SMAP 015/Drink! Smap!（2002年7月24日）
  - SMAP 016/MIJ（2003年6月25日）
  - SAMPLE BANG!（2005年7月27日）
  - Pop Up! SMAP（2006年7月26日）
  - super.modern.artistic.performance（2008年9月24日）
  - We are SMAP!（2010年7月17日）
- Mr.Children
  - 至福之音（2004年4月7日）
- T.M.Revolution
  - 1000000000000（2006年6月7日）
- L'Arc〜en〜Ciel
  - The Best of L'Arc〜en〜Ciel 1994-1998（2003年3月19日）
  - The Best of L'Arc～en～Ciel 1998-2000（2003年3月19日）
  - The Best of L'Arc～en～Ciel c/w（2003年3月19日）
- Bank Band
  - 沿志奏逢（2004年10月20日）

### 電視節目
- MUSIC ON! TV（識別形象設計）
- 朝日電視台「SmaSTATION!!」（標誌設計）
- NHK教育英語教學節目「えいごであそぼ」
- 富士電視台「New Design Paradise」（ニューデザインパラダイス），在第一集中登場，設計新的行人穿越道
- NHK綜合「Professional 仕事の流儀」，在第四集中受訪
- 東京電視台「電視冠軍2」（TVチャンピオン2）（標誌設計）

### 空間設計
- TSUTAYA，「TSUTAYA TOKYO ROPPONGI」六本木店的標誌、周邊商品設計
- 富士幼稚園（页面存档备份，存于） 的標誌、制服設計（和手塚由貴、手塚由比合作）
- UNIQLO「紐約全球旗艦店」創意指導（室內設計為片山正通）
- 「千里療養醫院（页面存档备份，存于）」綜合指導

### 網頁設計
- PC-SUCCESS（由於經營不善，於2007年1月31日關閉）
- 三井住友銀行 網路銀行（One'sダイレクト）

### 標誌
- 樂天
- 神戶勝利船（ヴィッセル神戸）
- 明治學院大學
- 今治毛巾
- 國立新美術館
- Lissage
- Culture Convenience Club
- 迅銷（ファーストリテイリング）

## 書籍
- 《佐藤可士和の超整理術》日本經濟新聞出版社，2007年
  - 《佐藤可士和的超整理術》（中文版）木馬文化，2008年
- 《BEYOND - KASHIWA SATO》宣伝会議，2004年
- 《佐藤可士和  世界のグラフィックデザイン 》（世界平面設計），ギンザグラフィックギャラリー，2004年
- 《佐藤可士和の仕事と周辺  Artist, Designer and Director Scan》六耀社，2001年

## 主要得獎經歷
- 東京ADC Grand Prize（得獎作品：本田 Integra）
- 每日設計獎（毎日デザイン賞）
- 朝日廣告賞
- 龜倉雄策賞
- 東京TDC金賞
- 香港「亞洲最具影響力大獎」（得獎作品：UT Store Harajuku）

## 資料來源
1. 1 2 3  《Pen》No. 177，特集〈一整本的佐藤可士和〉（一冊まるごと佐藤可士和）
2. ↑  《週刊朝日》（朝日新聞社），2006年8月18、25日號的〈親子のカタチ〉
3. ↑  《人事興信録》（人事興信所），第35版、第36版

## 外部連結
- 官方网站
- SAMURAI的X（前Twitter）
- 佐藤可士和[] - 慶應義塾大学湘南藤沢キャンパス 教員プロフィール
- デザイン論 （页面存档备份，存于）　- ほぼ日刊イトイ新聞（糸井重里との対談）
- 佐藤可士和×中村勇吾対談 -インタビュー：CINRA.NET （页面存档备份，存于）
- セブンライフスタイル‐メッセージ‐ （页面存档备份，存于）